# Thrashcore
Il thrashcore è una variante più veloce e più aggressiva dell'hardcore punk nata negli USA all'inizio degli anni ottanta. Si tratta essenzialmente di una forma di hardcore punk più rapida, ma differente da quest'ultimo soprattutto per il frequente utilizzo del blast beat e una strutturazione diversa dei riff, più vicini al thrash metal che all'hardcore punk delle origini. I gruppi thrashcore trattano principalmente di antimilitarismo e ribellione giovanile, in linea con la maggior parte delle band hardcore, e sono talvolta collegati alla cultura degli skaters.

## Ambiguità del termine
Il thrashcore è spesso confuso con il crossover thrash e talvolta anche con il thrash metal, in parte perché alcuni tra i principali gruppi crossover, come i Dirty Rotten Imbeciles, iniziarono la propria carriera come band thrashcore. Il termine thrashcore è relativamente recente, e risale probabilmente al 1993. Nei primi anni ottanta il termine thrash era semplicemente un sinonimo di hardcore, come è evidenziato dalla compilation New York Thrash, ma in seguito fu usato per definire lo stile hardcore più rapido e aggressivo di gruppi come i D.R.I., poco prima che si spostassero verso il crossover. Il fatto che il termine thrashcore sia stato utilizzato anche per definire gruppi metalcore influenzati dal thrash metal ha creato ancora maggiore confusione.

## Storia

### Gli inizi
Così come i gruppi hardcore punk si differenziavano dall'ondata punk precedente per via della rapidità e dell'aggressività della propria musica, le band suonavano a tempi rapidissimi che avrebbero reso ancora più radicali i cambiamenti portati dall'hardcore. Questi gruppi si svilupparono in parallelo alle scene street punk e d-beat britanniche, venendone talvolta influenzati. Tra questi precursori del genere si facevano notare Cryptic Slaughter, Dirty Rotten Imbeciles, Septic Death e Siege, oltre a gruppi non statunitensi come gli inglesi Electro Hippies, gli olandesi Lärm, gli italiani Raw Power e Warhead e i giapponesi S.O.B.. In seguito molti di questi introdussero elementi thrash metal nella propria musica, contribuendo alla nascita del crossover thrash. Esponenti più recenti sono stati i Municipal Waste e i Nuclear Assault.

### Power violence
Un'ulteriore evoluzione del thrashcore fu la scena power violence, nata come reazione statunitense alla scena grindcore britannica. Tuttavia i gruppi power violence si consideravano distinti dal grindcore, dal momento che molti degli esponenti di quel genere si spostavano verso il death metal al tempo popolare nell'underground di Florida, Svezia e Brasile. Altre fonti di ispirazione del genere furono crust punk, youth crew e noise rock.

### Revival
Gli anni novanta portarono ad un revival dello stile originale, dal momento che gruppi power violence o grindcore iniziarono a tornare alle proprie radici musicali, ossia al thrashcore stesso. Questo revival è talvolta chiamato bandanna thrash perché molti degli esponenti portano questo accessorio. Tra i gruppi protagonisti degli anni novanta si segnalano Code 13, MK-ULTRA, Guyana Punch Line, What Happens Next?, R.A.M.B.O., Vitamin X, Vivisick e Voorhees. Questi complessi spesso traggono grande ispirazioni da movimenti hardcore degli anni ottanta come straight edge, anarcho-punk, youth crew e crust punk.
In seguito, in anni più recenti, si formarono altre formazioni, come Limp Wrist, associati al queercore, e Das Oath.